# 砂漠の新月
『砂漠の新月』（さばくのしんげつ、Laughing Boy）は、W・S・ヴァン・ダイクが監督し、ヘイズ・コード導入以前のプレコード時代の1934年に制作されたアメリカ合衆国の映画。1929年にピューリッツァー賞を受賞したオリヴァー・ラファージの小説『笑う少年』 (Laughing Boy) を原作とする。

## あらすじ
年に1度のナバホ族の祭。「笑顔の坊や (Laughing Boy)」は馬の早駆けで「赤鬼 (Red Man)」の計略にかかって敗れるが、レスリングを挑んで「赤鬼」に勝つ。この様子を見て、孤児の娘「柳の乙女 (Slim Girl)」は「笑顔の坊や」に惚れ込み、彼は両親の反対を押し切って彼女と結婚し、インディアンの掟に背いて親元から離れて暮らし始めるが……。

## おもなキャスト
- ラモン・ノヴァロ - 「笑顔の坊や」(Laughing Boy)
- ルーペ・ヴェレス - 「柳の乙女」(Slim Girl
- ウィリアム・B・ダヴィッドソン（英語版） - ジョージ・ハートショーン (George Hartshorne)
- ハーラン・ナイト（英語版） - Wounded Face

## 評価
本作の興行成績は、MGMを失望させるものであった。